# Sophie-Dorothée de Wurtemberg-Neuenstadt
Sophie Dorothée de Wurtemberg-Neuenstadt (* 26 septembre 1658 à Wolfenbüttel; † 23 juillet 1681 à Gedern) est une fille du duc Frédéric de Wurtemberg-Neuenstadt de la Ligne de Wurtemberg-Neuenstadt et par mariage avec le comte Louis-Christian de Stolberg-Gedern à partir de 1680 également comtesse de Stolberg-Gedern. Elle meurt en 1681, à l'âge de 22 ans et est enterrée dans l'Église de Gedern. Elle n'a pas d'enfants.

## Sources
- Christoph Eberlein: Sophie Dorothée. Dans: Sönke Lorenz, Dieter Mertens, Volker Press (Éd.): La Maison De Wurtemberg. Un biographisches Lexikon. Kohlhammer, Stuttgart, 1997,  (ISBN 3-17-013605-4), P. 225.
- Gerhard Raff: Hie bien Wirtemberg toujours. Tome 3: La Maison de Wurtemberg, Duc Wilhelm Ludwig jusqu'Duc Friedrich Carl. Hohenheim, Stuttgart, Leipzig, 2002,  (ISBN 3-89850-084-5 et 978-3-943066-11-1), P. 419-428.